# Snøhetta (Dovrefjell)
Snøhetta (2286 meter över havet) är ett norskt berg. Snøhetta ligger i Dovrefjell, i Dovre kommun, nära gränsen till Oppdals kommun och Lesja kommun. Berget ligger i Dovrefjell-Sunndalsfjella nationalpark.
Snøhetta är det högsta berget i Norge utanför Jotunheimen, och det 32:a högsta i Norge. Huvudtoppen kan enkelt bestigas från flera sidor på cirka fem timmar upp och ned.[källa behövs] Vesttoppen (2253 meter) kan också enkelt bestigas, men resten av massivet kräver klättring.
Dovrefjell har en vildrensstam som på senare år har varit utrotningshotad; de har dock de senaste åren[när?] ökat i antal.